# Risikoaversion
Risikoaversion er et begreb inden for finansiel økonomi og psykologi, der udtrykker en investors modvilje til at påtage sig risiko uden at blive kompenseret for det. Risiko skal her forstås som et mål for, hvor meget investerings afkast kan svinge, eksempelvis udtrykt ved standardafvigelsen.
Antag at en investor kan vælge mellem at investere i en statsobligation, der giver en fast rente på 5%, eller en aktie med et kendt forventede afkast, hvor kursen forventes at svinge. For at en risikoavers investor vil vælge aktien, skal dennes forventede afkast være større end 6%, f.eks. 7%. Hvis det er tilfældet, opnår investoren den ønskede risikopræmie som kompensation for at påtage sig risiko. Risikopræmiens størrelse afhænger af graden af risikoaversion.
En risikoneutral investor vil vælge den investering, med det højeste forventede afkast, dvs. aktien hvis dennes forventede afkast er større end 5%, og i modsat fald obligationen. Har begge et forventet afkast på 5%, vil investoren være indifferent. Endelig vil en risikoelskende investor være villig til at acceptere et lavere afkast på aktien, f.eks. 5%.
Et andet eksempel på risikoaversion er forsikring, hvor en person betaler en pris, der er større end den forventede tilbagebetaling, idet en del af indbetalingerne går til forsikringsselskabets administration og afkast til dets ejere. Til gengæld undgår personen den ulykkelige situation, at han skal betale et meget stort beløb, som han måske slet ikke har, hvis uheldet er ude og alle hans ejendele går tabt i en brand. Forsikringen er en måde, hvorpå personen kan betale for at nedbringe risikoen for store udsving i hans formue.
Personer antages i almindelighed at være risikoaverse, og mange økonomiske teorier baserer sig på denne forudsætning. I praksis er denne antagelse dog ikke helt uproblematisk, bl.a. i forbindelse med ekstreme sandsynligheder som f.eks. visse hasardspil.